# Zamarada calypso
Zamarada calypso là một loài bướm đêm trong họ Geometridae.